# Rinaldo Alessandrini
Rinaldo Alessandrini (Roma, 1960) es un director de orquesta, clavecinista, pianista, organista y director de coro italiano.

## Biografía
Comenzó a estudiar piano y a cantar en un coro a la edad de 14 años. A los 18, se interesó por la música antigua y comenzó sus estudios de clave con el conocido clavecinista Ton Koopman. 
En 1984, fundó el conjunto vocal e instrumental Concerto Italiano para la interpretación de música renacentista y barroca. Es conocido a nivel mundial, sobre todo, por sus interpretaciones de madrigales italianos de compositores como Luca Marenzio y Claudio Monteverdi y, desde hace algunos años, por sus numerosas grabaciones de Antonio Vivaldi.

## Discografía
Álbumes como director del Concerto Italiano:
La discografía como director del Concerto Italiano puede verse en: Discografía del Concerto Italiano.
Álbumes en solitario:
- 1991 – Bernardo Pasquini: Sonate per gravicembalo. (Auvidis Astrée E 8726)
- 1992 – Alessandro Scarlatti: Toccate per cembalo. (Arcana A 3, Arcana A 323)
- 1993 – Girolamo Frescobaldi: Toccate d'intavolatura di cimbalo et organo. Libro Primo. (Arcana A 388)
- 1994 – Georg Boehm: Suites & Partitas (Auvidis Astrée E 8526)
- 1994 – 150 anni di musica italiana (da Valente a Scarlatti). Volume I: Cembalo. (Opus 111 OPS 30-118)
- 1994 – 150 anni di musica italiana (da Gabrieli a Rossi). Volume II: Organo. (Opus 111 OPS 30-119)
- 1995 – 150 anni di musica italiana (da Pasquini a Frescobaldi). Volume III: Cembalo, Organo. (Opus 111 OPS 30-125)
- 1995 – Dieterich Buxtehude: Pièces pour clavecin. (Auvidis Astrée E 8534)
- 1999 – Bach: A la maniera italiana. Toccata, Fantasia cromatica, Cappriccio. (Opus 111 OPS 30-258)
- 2010 – Chaconne. (Naïve OP 30468)
- 2015 – Bach: Praeludien & Fugen. (Naïve OP 30564)

Álbumes junto con otros solistas:
- 1982 – Cantate Veneziane. Con Richard Berkeley-Dennis y Paolo Pandolfo (Edizioni Musicali Edi-Pan PAN NRC 5021 - Vinilo)
- 1989 – Girolamo Frescobaldi: Fiori Musicali. Con Pietro Spagnoli, Roberto Abbondanza, Josep Cabré y Enrico Onofri (Astrée Auvidis E 8714, Opus 111/Naïve OP 20003)
- 1990 – François Couperin: Concerts Royaux. Con Claudio Rufa y Paolo Pandolfo. (Tactus TC 66030601, TB 660302)
- 1990 – Carl Philipp Emanuel Bach: Sonate per viola da gamba e basso continuo. Junto con Paolo Pandolfo (Tactus TC 71020501, Brilliant Classics 93362)
- 1992 – Vivaldi: Suonate à Violino Solo, e Basso per il Cembalo. Manuscrit de Manchester. Tome I. Con Fabio Biondi, Maurizio Naddeo, Paolo Pandolfo y Rolf Lislevand. (Arcana A 4)
- 1992 – Vivaldi: Suonate à Violino Solo, e Basso per il Cembalo. Manuscrit de Manchester. Tome II. Con Fabio Biondi, Maurizio Naddeo, Paolo Pandolfo y Rolf Lislevand. (Arcana A 5) (Reeditado con el número 211 de la revista Classic Voice en 2016)
- 1992 – Giuseppe Tartini: Five sonatas for violin and basso continuo. Con Fabio Biondi, Maurizio Naddeo y Pascal Montheillet. (Opus 111 OPS 59-9205)
- 1992 – Jean-Marie Leclair: Premier Livre de Sonates A Violin Seul avec La Basse Continue 1723. Con Fabio Biondi, Maurizio Naddeo y Pascal Monteilhet. (Arcana A 39, Arcana A 361)
- 1995 – Veracini: Sonate accademiche a violino solo e basso. Junto con Fabio Biondi, Maurizio Naddeo y Pascal Monteilhet. (Opus 111 OPS 30-138)
- 1995 –  J.S. Bach: Sonates pour viole de gambe et clavecin. Con Paolo Pandolfo. (Harmonia Mundi France HMC 905218, Harmonia Mundi HMX 2955218, Harmonia Mundi HMA 1955218)
- 1996 – J. S. Bach: Sonaten für Violine und Cembalo BWV 1014-1019. Con Fabio Biondi. (Opus 111 OPS 30-127/128)
- 2018 – Bach: Sonate a cembalo obligato e traversiere solo. Con Laura Pontecorvo. (Arcana A 453)
- 2018 – Cross-Dressing Bach. Con Enrico Gatti. (Glossa GCD 921210)

Álbumes recopilatorios y cajas de discos:
- 1992 – Vivaldi: XII Suonate à Violino Solo, e Basso per il Cembalo. Manuscrit de Manchester. (Arcana A 4 - A5, Arcana A 422). Es una caja con los dos discos publicados por separado:
  - 1992 – Vivaldi: Suonate à Violino Solo, e Basso per il Cembalo. Manuscrit de Manchester. Tome I.
  - 1992 – Vivaldi: Suonate à Violino Solo, e Basso per il Cembalo. Manuscrit de Manchester. Tome II.

Álbumes como músico integrante de Europa Galante:
- 1992 – Dario Castello: Sonate Concertante. (Opus 111 OPS 30-62)
- 1993 – Vivaldi: Concerti RV 133, 281, 286, 407, 511, 531, 541. (Opus 111 OPS 30-86, Naïve OP 3086)
- 1995 – Locatelli: Concerti grossi op.1 No. 2, 5, 12 - Il Pianto D'Arianne - Sinfonia Funebre. (Opus 111 OPS 30-104)
- 1996 – Vivaldi: Sonate di Dresda. (Opus 111 OPS 30-154, Naïve OP 30154). En algunas ediciones aparece como disco de Europa Galante y en otros solo se cita sus componentes: Fabio Biondi, Rinaldo Alessandrini y Maurizio Naddeo.

Otros álbumes:
- 2009 – Mozart: Overtures. Rinaldo Alessandrini dirige a la Norwegian National Opera Orchestra. (Naïve - OP 30479)
- 2010 – Claudio Monteverdi: L'Orfeo. Rinaldo Alessandrini dirige al Coro y Orquesta del Teatro de La Scala. (Musicom MC 1001, Opus Arte OA 1044D)
- 2011 – Baldassare Galuppi: L'inimico delle donne. Con Filippo Adami, Anna Maria Panzarella, Alberto Rinaldi, Stefano Mazzonis di Pralafera. (Dynamic 33677 - DVD)
- 2016 – Mozart: Piano Concertos K. 415, 175, 503. Divertissement con Olivier Cavé. (Alpha Classics Alpha 243)